# Jan Janský

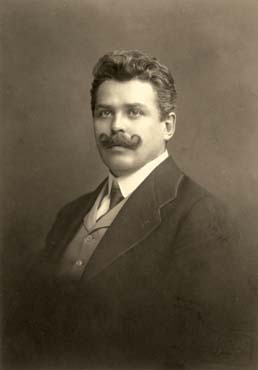
Jan Janský im Jahre 1902

Jan Janský (* 3. April 1873 in Prag; † 8. September 1921 in Horní Černošice) war ein tschechischer Arzt, Psychiater und Neurologe. Er entdeckte unabhängig die vierte Blutgruppe AB.

## Leben
Der Sohn eines Geschäftsmannes besuchte ein Gymnasium und begann nach seinem Abitur das Studium der Medizin an der Prager Universität, das er 1898 beendete. Ab 1899 war er als Arzt an der Psychiatrischen Klinik in Prag tätig.
Er beschäftigte sich mit der Suche nach einem Zusammenhang zwischen der Blutverklumpung (Hämagglutination) und seelischen Krankheiten. Fazit seiner langjährigen Untersuchungen war, dass es keinen Zusammenhang gibt. Seine Ergebnisse veröffentlichte er 1906 in seiner Abhandlung Hematologická studie u psychotiků (Hämatologische Studien an Psychotikern) in Sbornik klinicky. Als Nebenprodukt seiner Untersuchungen kategorisierte Janský das Blut in vier Gruppen, die er mit römischen Zahlen I bis IV bezeichnete. Die Einteilung in drei Gruppen A, B, O fand zuvor 1900 Karl Landsteiner und die vierte Gruppe AB unabhängig 1902  Alfredo von Castello und Adriano Sturli sowie unabhängig William Lorenzo Moss. 1921 wurde Jansky als Entdecker der vier Blutgruppen von einer amerikanischen Ärztekommission anerkannt. 
Janský verfolgte die Untersuchungen nicht weiter, Mittelpunkt seines Interesses blieb die Psychiatrie. Daneben führte er auch neurologische Untersuchungen durch und widmete sich intensiv der Erforschung der Hirnflüssigkeit.
1914 wurde er zum Professor an der Tschechischen Universität und Vertreter des Direktors der psychiatrischen Klinik ernannt. Im gleichen Jahr musste er an die Front und kehrte 1916 nach einem Herzinfarkt, vom Kriegsdienst befreit, in die Heimat zurück. Nach dem Ende des Ersten Weltkrieges übernahm er die Leitung der neuropsychiatrischen Abteilung des Soldatenkrankenhauses in Prag. Er starb drei Jahre später an den Folgen einer Angina Pectoris.
Janský schrieb eine größere Anzahl wissenschaftlicher Abhandlungen, die sich meist mit psychiatrischen Problemen beschäftigten. Daneben propagierte er die Blutspende. Noch heute wird freiwilligen Blutspendern als Anerkennung die Medaille des Prof. Mudr Jan Janský verliehen.
In der damaligen ČSR entstand im Jahr 1953 unter der Regie von Martin Frič eine Filmbiografie über Jan Janský unter dem Titel „Das Geheimnis des Blutes“.